# You Don’t Know
You Don’t Know (englisch für „ihr wisst nicht“) ist ein Lied des US-amerikanischen Rappers Eminem, das er zusammen mit den Rappern 50 Cent, Lloyd Banks und Cashis aufnahm. Der Song wurde am 7. November 2006 veröffentlicht und ist die erste Single aus dem Kompilationsalbum Eminem Presents: The Re-Up von Eminems Label Shady Records.

## Inhalt
| Liedteil   | Künstler               |
| Refrain    | 50 Cent                |
| 1. Strophe | 50 Cent                |
| 2. Strophe | Eminem                 |
| 3. Strophe | Cashis und Lloyd Banks |
| Outro      | Tony Yayo              |

Thematisch kann das Stück dem Gangsta-Rap zugeordnet werden. Es geht um die Vormachtstellung des Labels Shady Records im gesamten Rap-Genre, die viele nicht wahrhaben wollen und deshalb so tun, als ob sie davon nicht wüssten. 50 Cent rappt über seinen Reichtum, den er notfalls bereit ist, mit Waffengewalt zu verteidigen. Aus Spaß mache er auf Partys gerne Leute an, weil er ein drohendes Gerichtsverfahren mit seinem Geld leicht bezahlen könne. Eminem erzählt von seiner Verbundenheit zu 50 Cent und dass sie nicht nur auf geschäftlicher Ebene zusammenarbeiten, sondern wahre Freunde seien. Wenn es Beef mit anderen Rappern gebe, würden sie immer auf einer Seite stehen und sich unterstützen. Doch heute seien sie nur da, um Party zu machen und nicht, um Streit zu suchen. Cashis und Lloyd Banks verherrlichen in ihrer Strophe Waffengewalt und brüsten sich mit ihrem Gangster-Image. Im Outro bekräftigt der Rapper Tony Yayo nochmals die Ausnahmestellung der Labels Shady Records von Eminem, Aftermath Entertainment von Dr. Dre und G-Unit Records von 50 Cent.

## Produktion
Das Instrumental des Lieds wurde von Eminem in Zusammenarbeit mit Luis Resto, der die Keyboards einspielte, produziert.

## Musikvideo
Das Musikvideo wurde von The Saline Project gedreht.
Alle vier Rapper übernehmen im Video die Rolle hochgefährlicher Krimineller, die Gefängniskleidung tragen und mit Ketten und Handschellen gefesselt sind. Sie werden in vier separaten Transportfahrzeugen (Flugzeug, Helikopter, Zug, Lastwagen) von ihren Gefängnissen zu einer schwer bewachten Arena gebracht. Das Video enthält Elemente, die an den Film Das Schweigen der Lämmer angelehnt sind. So trägt Eminem einen ähnlichen Maulkorb wie Hannibal Lecter.
Neben den am Lied beteiligten Rappern sind auch die Künstler The Alchemist, Young Buck, D12, Bobby Creekwater, Obie Trice, Mobb Deep, Trick Trick, Tony Yayo, Dr. Dre und Stat Quo aus dem Umfeld des Labels Shady Records im Video zu sehen. Obie Trice trägt einen Prototyp von Kopfhörern der Marke Beats by Dr. Dre, die erst zwei Jahre später veröffentlicht wurden.

## Single

### Covergestaltung
Das Singlecover zeigt im unteren Teil die Schriftzüge You Don’t Know und Featuring Eminem, 50 Cent, Lloyd Banks, and Introducing Cashis in Weiß bzw. Orange. Im oberen Bildteil befindet sich der orange Hinweis From the Upcoming Album: Eminem Presents the Re-Up. Der Hintergrund ist schwarz-braun gehalten und zeigt verschiedene Ornamente. Das Cover der US-Veröffentlichung ist in beigen Farbtönen gehalten und zeigt ein Bündel 50-Dollar-Scheine sowie CD-Verpackungen des Albums Eminem Presents: The Re-Up. Im linken Teil befinden sich die gleichen Schriftzüge wie auf dem anderen Cover.

### Chartplatzierungen
You Don’t Know erreichte in den Vereinigten Staaten Platz zwölf der Charts und hielt sich sechs Wochen in den Top 100. Im Vereinigten Königreich belegte der Song Rang 32 und in Norwegen konnte er sich auf Position sieben platzieren. Die deutschen Charts erreichte die Single nicht.
| ChartsChartplatzierungen       | Höchstplatzierung | Wochen |
| ------------------------------ | ----------------- | ------ |
| Vereinigte Staaten (Billboard) | 12 (5 Wo.)        | 5      |
| Vereinigtes Königreich (OCC)   | 32 (4 Wo.)        | 4      |

### Auszeichnungen für Musikverkäufe
Im Jahr 2018 erhielt You Dont Know für über eine Million Verkäufe in den Vereinigten Staaten eine Platin-Schallplatte.

| Land/Region                  | Auszeichnungen für Musikverkäufe (Land/Region, Auszeichnung, Verkäufe) | Verkäufe  |
| ---------------------------- | ---------------------------------------------------------------------- | --------- |
| Australien (ARIA)            | Gold                                                                   | 35.000    |
| Brasilien (PMB)              | Platin                                                                 | 60.000    |
| Neuseeland (RMNZ)            | Platin                                                                 | 30.000    |
| Vereinigte Staaten (RIAA)    | Platin                                                                 | 1.000.000 |
| Vereinigtes Königreich (BPI) | Silber                                                                 | 200.000   |
| Insgesamt                    | 1× Silber · 1× Gold · 3× Platin ·                                      | 1.325.000 |

Hauptartikel: Eminem/Auszeichnungen für Musikverkäufe